# Centre International du Vitrail

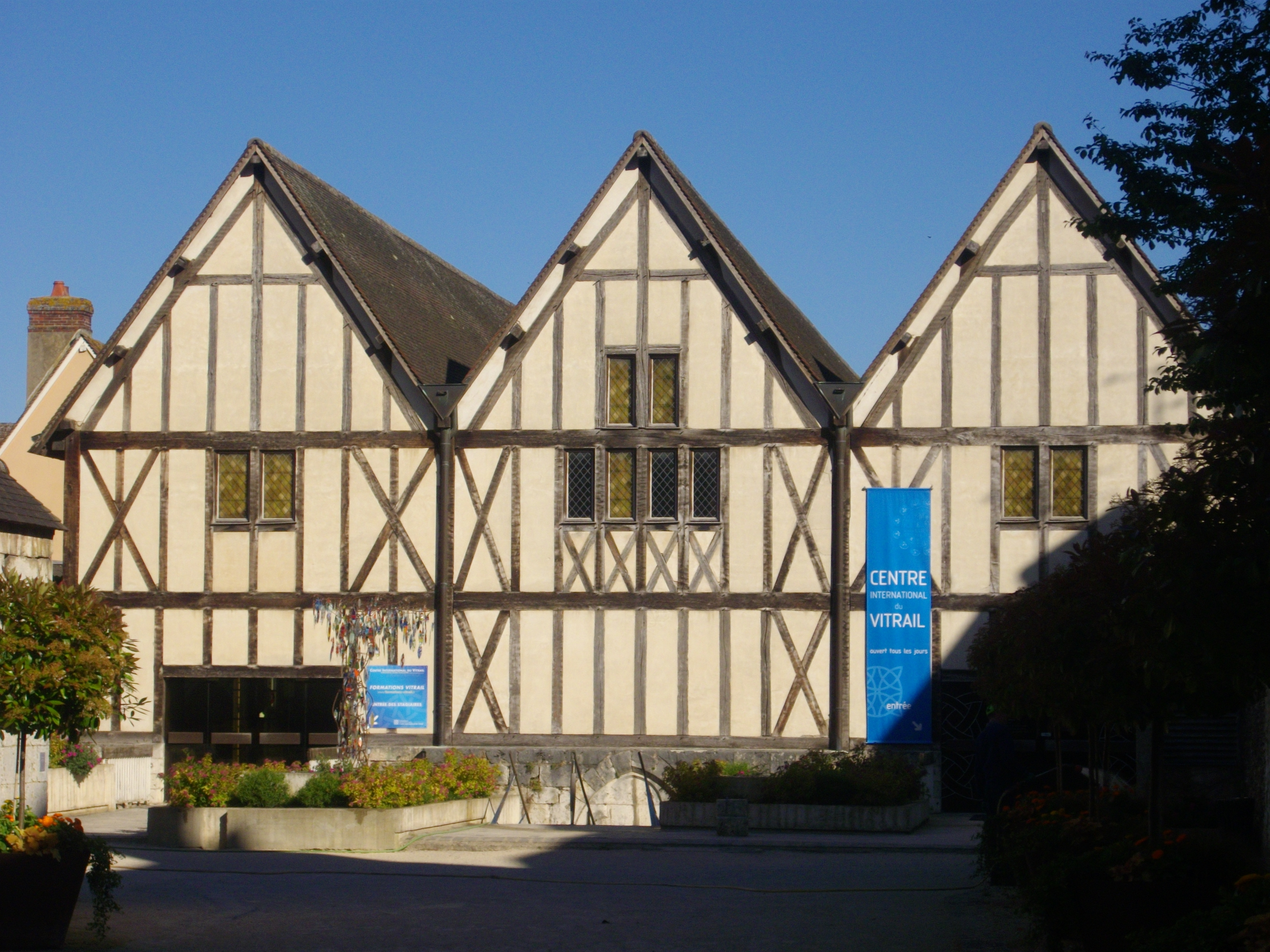

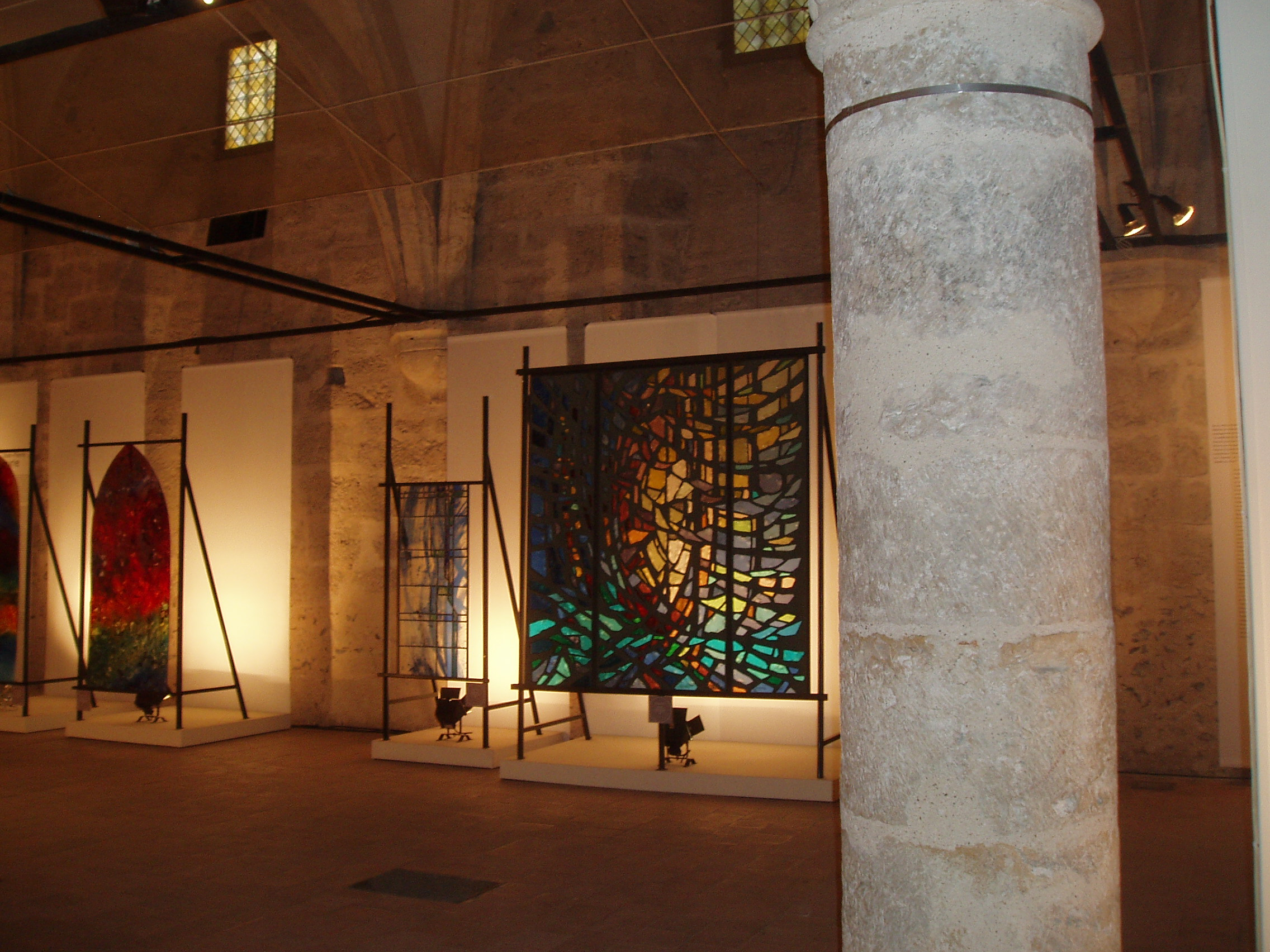

Het Centre International du Vitrail of CIV is een museum in het Franse Chartres. Het museum met vakopleidingscentrum is gewijd aan glas in lood en gebrandschilderd glas. Het Centre du Vitrail is gevestigd in vakwerkhuizen van de Enclos de Loëns, vlak bij de kathedraal van Chartres. Het museum werd geopend (onder impuls van mecenas Pierre Firmin-Didot) in 1980 door Valéry Giscard d'Estaing. Tot de collectie van het Musée du Vitrail behoren 70 glasramen.